# Kanadas landslag i kälkhockey
Kanadas landslag i kälkhockey (engelska: Canada men's national ice sledge hockey team) kontrolleras sedan 2003  av Hockey Canada, som är medlem av IIHF, och deltar i internationella tävlingar. Åren 1993-2003 var man associerad medlem av Hockey Canada.

## Meriter

### Paralympiska spelen
- Lillehammer 1994 - 3
- Nagano 1998 - 2
- Salt Lake City 2002 - 4
- Turin 2006 - 1
- Vancouver 2010 - 4
- Sotji 2014 - 3
- Pyeongchang 2018 - 2

### Världsmästerskap
- Nynäshamn 1996 - 3
- Salt Lake City 2000 - 1
- Örnsköldsvik 2004 - 4
- Marlborough 2008 - 1
- Ostrava 2009 - 3
- Hamar 2012 - 3
- Goyang 2013 - 3
- Buffalo 2015 - 2
- Gangneung 2017 - 1

### Fotnoter
1. ↑  Canada Sledge Team, Hockey Canada